# Mascha Kaléko
Mascha Kaléko , nemški pesnica, * 7. junij 1907, Chrzanόw, Avstro-Ogrska, (danes Poljska), † 21. januar 1975, Zürich, Švica.
Kaléko je bila nemško govoreča pesnica, ki jo prištevamo k obdobju nove stvarnosti.  

## Življenje
Mascha Kaléko, rojena kot Golda Malka Aufen, se je rodila kot nezakonski otrok Fischela Engela, judovsko-ruskega rodu in njegovi kasnejši ženi, Rozaliji Chaji Reisel Aufen, ki je bila avstrijsko-ruskega rodu. Leta 1914, na začetku 1. svetovne vojne, je mama skupaj s hčerkama Mascho in Leo emigrirala v Nemčijo, da bi se izognila množičnemu preganjanju. Osnovno šolo je Kaléko obiskovala v Frankfurtu. Njen oče je bil tam zaradi svojega ruskega državljanstva interniran kot sovražni tujec. Leta 1916 se je družina preselila v Marburg, dve leti pozneje pa v Berlin. 
V Berlinu je Mascha Kaléko preživela šolska in študijska leta. Čeprav je bila dobra učenka in se je za študij zanimala, je bil njen oče mnenja, da dekletom ni potrebno študirati. Leta 1925 je pričela delati v pisarni Zavoda za zaposlovanje Judov v Nemčiji. Poleg tega je obiskovala večerna predavanja filozofije in psihologije na Univerzi Lessing in Univerzi Friedrich-William (danes Univerza Humboldt). Leta 1922 so se njeni starši uradno poročili. Zaradi spoštovanja do svojega očeta je ohranila ime Mascha Engel. 
31. julija 1928 se je poročila s skoraj deset let starejšim hebrejskim učiteljem Saulom Aaronom Kalékom, ki ga je spoznala dve leti poprej. Proti koncu dvajsetih let je stopila v stik z umetniško avantgardo iz Berlina in spoznala Else Lasker-Schüler, Ericha Kästnerja in Joachima Ringelnatza. 
Prve pesmi je objavila leta 1929 v časopisu Querschnitt; v njih odseva šaljivo-melanholične elemente življenja malih ljudi in vzdušje v Berlinu takratnega časa. V letih 1933/34 je študirala oglaševanje in odnose z javnostmi na šoli Reimann v Berlinu. Leta 1933 je objavila Lirski stenogram, o katerem je pozneje filozof Martin Heidegger dejal: » Vaš stenogram kaže, da veste vse, o čemer je danega o smrti.« Čeprav so delo, ki se je uspešno prodajalo, že nekaj mesecev pozneje nacionalisti zažgali, je Ernst Rowohlt leta 1935 izdal drugo naklado. Istega leta je izšlo delo Majhno berilo za velike. 
Decembra 1936 je Mascha Kaléko v Berlinu rodila sina Evjatarja Alexandra Michaela, ki so ga v pregnanstvu preimenovali v Stevena. Njegov oče je bil dirigent in muzikolog Chemjo Vinaver. 22. januarja 1938 se je ločila od Saula, le šest dni zatem pa se je poročila z Vinaverjem. Priimek Kaléko je ohranila kot umetniško ime. Nova družina je zopet emigrirala v Združene države Amerike. Ker mož ni imel dela, je Mascha Kaléko družino preživljala z ustvarjanjem reklam, med drugim pa je pisala tudi otroške pesmi. Leta 1939 je Kaléko objavljala besedila v časopisu Aufbau, ki je bil namenjen nemškim judom. Družina Vinaver/Kaléko je leta 1944 dobila ameriško državljanstvo. Kaléko je bila aktivna v klubu Progressive Literary Club v New Yorku, ki ga je ustanovil Heinrich Eduard Jacob z namenom, da se ohrani nemška literatura judovskih izgnancev. V New Yorku je Macha Kaléko živela od leta 1942 do 1957 v Greenwich Village. Na ulici Minetta Street, kjer je živela prej pa so leta 2007 postavili njen spomenik. 
Po vojni je Kaléko v Nemčiji ponovno našla krog bralcev, Lirski stenogram pa je leta 1956 doživel ponatis. Leta 1960 ji je Akademija za umetnost v Berlinu (zahodni Berlin) želela podeliti nagrado Fontane, vendar jo je odklonila, ker je bil v žiriji nekdanji član SS Hans Egon Holthusen. Istega leta je zavoljo svojega moža odpotovala v Jeruzalem. Tam pa je zaradi jezikovnih in kulturnih izolacij trpela, zato je živela v razočaranju in osamljenosti. 
Leta 1968 je v New Yorku umrl njen glasbeno zelo nadarjen sin. Ko je leta 1973 umrl še Vinaver, je v zadnjem letu življenja našla moč za pisanje. Bolečo izgubo je ganljivo opisala v pesmi Memento. Leta 1974 je še zadnjič obiskala Berlin, kjer si je želela najeti manjše stanovanje. Na poti nazaj v Jeruzalem se je ustavila še v Zürichu, kjer je 21. januarja 1975 zaradi raka na želodcu le 14 mesecev po smrti svojega moža umrla in tam je tudi pokopana. Po njej sta poimenovan tudi ulici v Zürichu in  Berlinu. 
Značilna za dela Masche Kaléko je urbana lirika z ironičnimi, nežnimi in melanholičnimi elementi. Kot edino žensko predstavnico obdobja nove stvarnosti jo velikokrat primerjajo z moškimi predstavniki, takoj ji pravijo npr. »ženski Ringelnazt« ali »ženski Kästner«. Njene pesmi so uglasbili  kot šansone, pela pa jih je pevka Rainer Bielfeldt. 

### Dela
Dela, ki so izšla v času njenega življenja:
- Lirski stenogram. Rowohlt, Berlin 1933
- Majhno berilo za velike. Rime in nerime. Rowohlt, Berlin 1935
- Sodobni verzi.  Založba Schoenhof, Cambridge. 1945
- Papagaj, mamagaj in druge nenavadne živali. Založba Fackelträger, Hannover, 1961
- Verzi v duru in molu. Olten/Freiburg, 1967
- Nebeško sivi album poezije Masche Kaléko. Blanvalet, 1968
- Kaj se dogaja na luni in drugi verzi. Blanvalet, 1971

Dela, ki so izšla po njeni smrti:
- Lepe rastlinice. Vrtnice, tulipani, nageljni in hranljive rastline. Eremiten-Presse (brošura 68), Düsseldorf, 1976
- Danes je že včeraj. Pesmi iz zapuščine. Založba Arani, Berlin 1980
- Dnevni in nočni zapiski. Eremiten-Presse (brošura 105), Düsseldorf 1981
- Zvezda, na kateri živimo. Verzi za današnji čas. Rowohlt, Reinbek 1984
- Ljubezenske pesmi. Insel Taschenbuch. Frankfurt am Main, 2007
- Moja pesem gre naprej. Sto pesmi. Založba Taschenbuch, München 2007